# オスカル・ロメロ
オスカル・アルヌルフォ・ロメロ・イ・ガルダメス（Óscar Arnulfo Romero y Galdámez, 1917年3月15日 - 1980年8月24日）は、エルサルバドルのカトリック司祭、サンサルバドル教区大司教であった。カトリック教会の聖人である。
大多数の人権侵害を証言しながら貧困層の人々の側に立ち、エルサルバドル内戦の犠牲者を代表して世界に訴える務めを担うことを選んだ。だが、その取組みは政治的行動主義であるとしてカトリック教会の上層部とエルサルバドル政府から非難を受けることになった。1980年、ミサの司式の最中に狙撃を受けて暗殺された。その死はエルサルバドルにおける人権改革を求める国際的な抗議の声を呼び起こすことになった。

1997年にはロメロ大司教の列福・列聖調査が開始され、ヨハネ・パウロ2世はロメロ大司教を神の僕（福者・聖人にいたる最初の段階）とした。公式なものではないがアメリカ州とエルサルバドルの守護聖人と人々からみなされるようになり、エルサルバドルなどでは「聖ロメロ」とさえ呼ばれていた。
2018年5月19日、パウロ6世ら5人の福者と共に列聖が決定。同年10月14日に聖人として宣言された。

ロメロ大司教は聖公会などのカトリック以外のキリスト教の共通信仰の教派からも敬愛されている。ロンドンのウェストミンスター寺院の大西扉の「20世紀の殉教者10人」の1人に選ばれ、その胸像が今も飾られている。

## 生い立ち
サンミゲル県シウダード・バリオスで、8人兄弟の2人目として生まれた。しかし病気のために学校へ行かず、また12歳になると見習い大工として働き始め、あまり教育を受けられなかった。1931年、サンミゲルの神学校に入り6年間学んだが、家族の経済状況の為に3ヶ月間金鉱山で働いた。1937年にサンサルバドルの別の神学校で7ヶ月学び、グレゴリアン大学で学ぶようにローマへ送られた。1942年4月4日には司祭に叙階され、その後博士課程で修徳神学を学んでいたが1943年に第二次世界大戦の為に勉学を中断してヨーロッパを離れ、エルサルバドルに戻った。ラウニオン県のアナモロスで教区司祭としてのキャリアを始め、サンミゲルに転属され同地で20年以上働いた。ロメロは使徒的活動グループを支え、アルコホーリクス・アノニマス（AA、アルコール依存症の自助グループ）の活動を支援し、大聖堂の建設をすすめ、平和の聖母の信心会を創設して指導した。のち、サンサルバドルの超教区神学校でも教壇に立つようになった。1966年にエルサルバドル司牧会議の議長に選ばれたことでより公的な生活が始まった。ロメロは司教区新聞 Orientation の責任者にも任じられ、ロメロの編集当時の論調は保守的だった。1970年にはルイス・チャベス・イ・ゴンサレス司教の補佐司教に任じられた。ロメロは保守的と思われていたため、この人事はリベラルな聖職者たちから歓迎されなかった。1974年10月15日、サンチアゴ・デ・マリア教区の司教に任じられた。

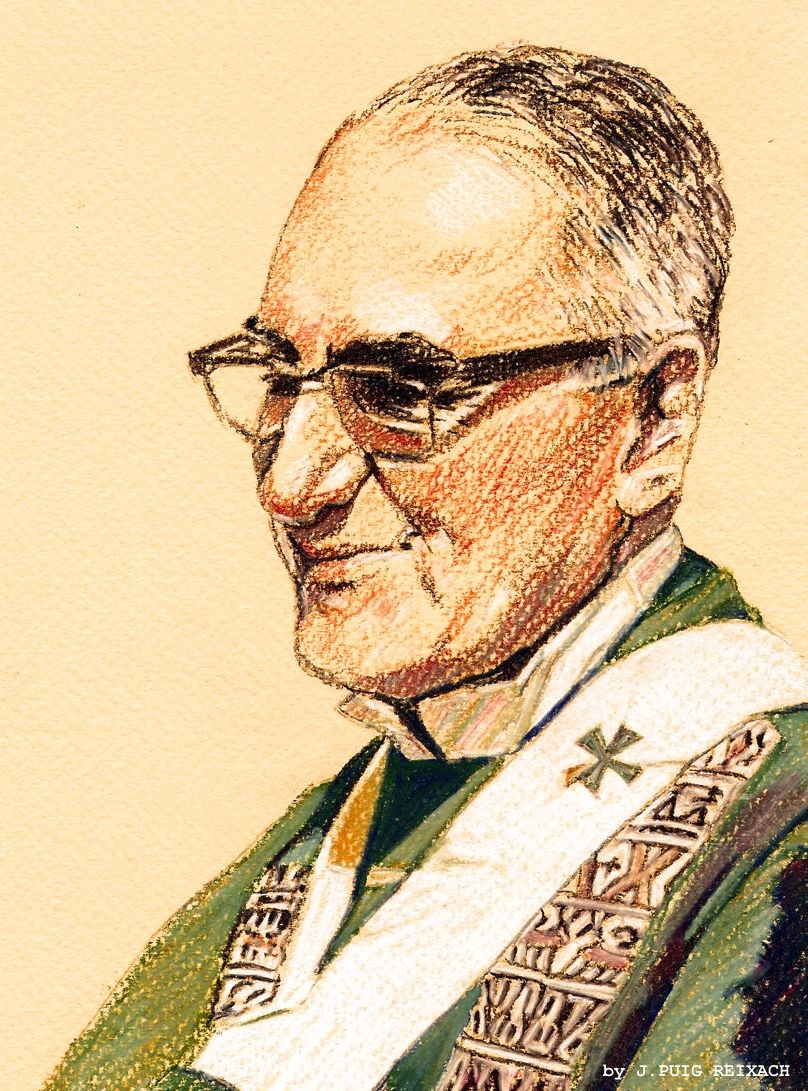
オスカル・ロメロ（パステル画）

## 大司教
1977年2月23日、サンサルバドルの大司教に選ばれた。ロメロが保守的であるとの評判によりこの人事は軍事政権からは歓迎され、解放の神学による貧困層との関わりに歯止めをかけられることを危惧した急進派の聖職者からは失望で迎えられた。
進歩的なイエズス会士で、ロメロの個人的な友人でもあり貧しいカンペシノ（農民）の自助グループの結成を支えてきたルティリオ・グランデが3月12日に暗殺された。ロメロはアルトゥーロ・アルマンド・モリナ政権に調査を求めたが無視された。検閲下の報道も沈黙を守った。新しい緊張はいくつかの学校の閉鎖や公式の行事へのカトリックの聖職者の不参加というかたちで現れた。この殺人への対応としてロメロはそれまで示したことがなかった「急進的な立場」を表明した。ロメロはこの国で起きている貧困、社会的不正、拷問、暗殺などについて明確に語り始めた。ロメロは国際的な注目を集めるようになり、1979年のノーベル平和賞候補にも挙げられた。1980年2月にルーヴァン・カトリック大学からロメロへ名誉博士号が贈られた。この栄誉を受けるため、ヨーロッパを訪れた際にヨハネ・パウロ2世とも面会しエルサルバドルで起きていることについてその認識を表明した。これにより、ロメロの姿勢は教皇との対立に繋がった。ロメロは、テロと暗殺を合法化しているエルサルバドル政府を支持することには問題が多いと訴えた。
1979年に軍事革命評議会が準軍事的な右翼団体と、左翼ゲリラと、政府による人権侵害の波の中で権力を握った。ロメロは1980年2月アメリカの軍事援助が「疑問の余地なく、最も基本的な人権のために闘っている人々による組織に抑圧を加え、社会的不正を増大させる」とアメリカの大統領ジミー・カーターに手紙を送り、新政権に軍事援助を行わないように要請した。カーター大統領は「もう1つのニカラグア」になると考えこれを無視した。
1980年8月23日、人権侵害を指示する命令に兵士たちが従わないようにとサンサルバドルの大聖堂で説教をした。ところが翌3月24日、La Divina Providencia 病院のチャペルでミサを捧げている間に撃たれた。ミサを録音したものによれば、ロメロは説教を終え、感謝の祭儀の前の祈りの言葉を唱え終えた瞬間に撃たれた。その暗殺は、アメリカにより米州学校で訓練を受けた2人の将校を含む死の部隊によるものだと信じられている。この見方は1993年の国連の公式報告書でも支持され、ロメロへの暗殺を指示したのは後に国民共和同盟 (ARENA) を創設するロベルト・ダビュイソン少佐であったと特定した。国民共和同盟は1989年以降政権を握っている。

## 遺産
ロメロの葬儀には、世界中から100万人以上の参列者が集った。その際にも治安部隊により40人の市民が殺された。ロメロが埋葬された後も人々は殉教司教の敬意を示し続けた。
イングランド国教会とアングリカン・コミュニオンは3月24日をロメロの記念日とした。1980年代にマルティニークのフォール・ド・フランスのサンルイ大聖堂前の広場もロメロの名を記念して名付けられた。
エキュメニズムにおいて解放の神学の伝統を受け継ごうという動きもロメロの死により世界的に広がった。神からの使命として、貧困から人々を立ち上げる倫理的な義務についてのロメロの教えの影響を受け、学習会、学校、共同体組織の創設が相次いだ。敬虔主義系の教派によりニューヨークに建てられた「アメリカの聖ロメロ」教会も含め、ロメロに因んだ教会も建てられている。ロメロに捧げられた教区も存在する。

## 列福・列聖

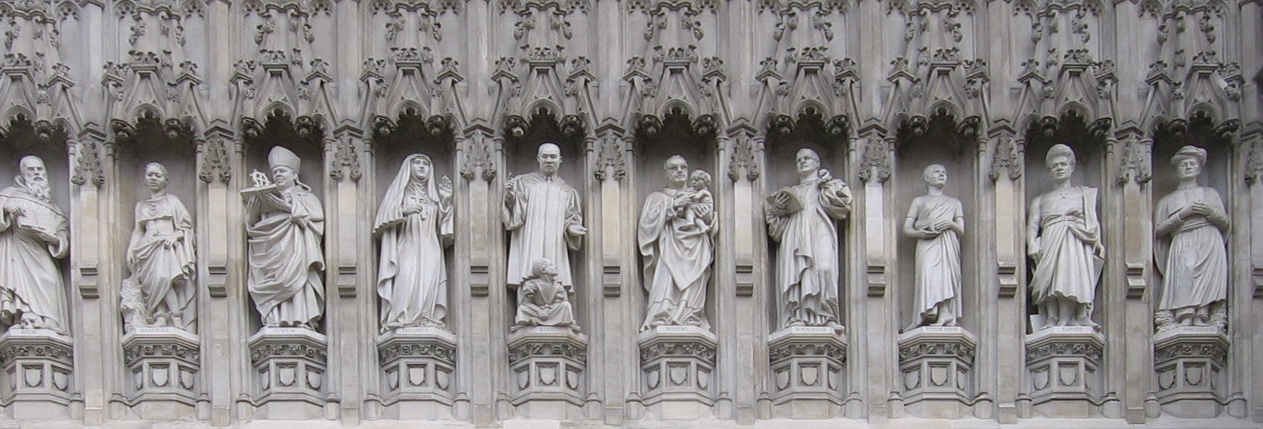
ウェストミンスター寺院の「20世紀の殉教者」10人の像。左からマキシミリアノ・コルベ、マンシュ・マセモラ、ヤナニ・ルアム、エリザヴェータ・フョードロヴナ、マーティン・ルーサー・キング・ジュニア、オスカル・ロメロ、ディートリヒ・ボンヘッファー、エスター・ジョン、ルシアン・タピエディ、王志明。

暗殺の10年後にサンサルバドル大司教は申請代理人（ポストラトゥール、postulator）からロメロの列聖調査のための書類を準備するように命じられた。その書類は1997年に公式にヨハネ・パウロ2世および列聖省に受理され、神の僕に認定された。
ロメロの暗殺から26年経ち、列聖調査は停滞していた。2005年3月担当者のビンチェンツォ・パリヤ卿は、ロメロの調査が空前の障害を越えたと発表した。ヨーゼフ・ラッツィンガー枢機卿（後のベネディクト16世）による信仰上の教説に対する神学的審査を乗り切ったので、6ヶ月以内に列福されるだろうとしていた。それからヨハネ・パウロ2世はその所見から数週間で亡くなった。そして、新しい教皇になって列聖と列福の過程が減速され、ベネディクト16世はバチカン市国のいわゆる「聖者の工場」を抑制する総合的な効果をはかって典礼を改訂した。その年の終り2005年10月の列聖省長官ホセ・サライバ・マーティンズ枢機卿の会見は差し迫っていたはずのロメロ列福の見通しを妨げるように思われた。調査したパリヤの予測に対しサライバ枢機卿は「私が今日知っているほど遠くない」と切り捨てた。2005年11月イエズス会の雑誌は、ロメロの列福が「もう何年か後」になるだろうとした。
多くの者が英雄性と殉教者の宣言の遅れはロメロが直接かかわらなかった事柄、特にラテンアメリカのイエズス会士によって実践された解放の神学運動と結びつけられているためであると推測している。これに対し、列聖省はロメロが次の段階の査問に至るのに十分な基準を満たしておらず、人々が忘れている間に結果的に10年の調査期間が過ぎたと説明された。
しかしながらこのような紆余曲折を経て2015年2月に列福が正式に決まり、5月23日にサンサルバドルにて列福された。ロメロの死から35年2ヶ月0日であった。
2018年3月6日、教皇フランシスコは教皇パウロ6世とロメロを含む5名の福者の列聖に必要な奇跡を認め、教令の発布を承認した。5月19日には別件の1名を加えた福者6名の列聖が決定し、10月14日にバチカンで列聖式が執り行われることを発表した。そして同日、7月に列聖が決まったもう1名を含めた合計7名の列聖式が執り行われ、ロメロは聖人であると宣言された。ロメロの死から38年6ヶ月20日であった。

## ロメロが登場する作品

### 映画及びTV
- 1983年のNBCのアメリカ出身の4人の修道女の殺害を描いたテレビ映画 "Choices of the Heart" にレネ・エンリケス演じるロメロが登場した。
- 『サルバドル/遥かなる日々』 - 1986年公開のフォトジャーナリストのリチャード・ボイルの実話を基にしたオリバー・ストーン監督作品。作中にホセ・カルロス・ルイス演じるロメロの暗殺が描かれる。ジェームズ・ウッズ主演。ボイルは内戦中のエルサルバドルで死の部隊による殺戮を取材する中で自らの「改心」を体験している。
- 『ロメロ』 - 1989年のジョン・デュイガン監督、ラウル・ジュリア主演作品。ロメロ暗殺から10年を期して公開され、カトリック教会が出資した。この映画は礼儀正しく、あまり熱心でない批評を受けた。代表的な例としてよく知られた評論家のロジャー・イーバートは「この映画は生きがよく、ジュリアの演技は面白く、抑制されて、考えられていた。」「この映画の弱点はどうしても先が読めることだ。」などと評した。この映画はミサ中のワインの聖変化の間に、天に挙げられるかのようにロメロの暗殺を表現した。